# Choquinha-de-barba-escamosa
Formigueirinho-de-barriga-fulva ou choquinha-de-barba-escamosa (Epinecrophylla fulviventris), é uma ave passeriforme da família dos formigueiros. Tradicionalmente, foi classificado no gênero Myrmotherula.
É um criador residente na América Central e do Sul tropical do sudeste de Honduras ao oeste do Equador. Na América Central, ocorre nas planícies do Caribe e sopés até 700 m de altitude.
O stipplethroat quadriculado é tipicamente 10 cm de comprimento e pesa 10,5 g. Ambos os sexos têm partes superiores marrom-oliva, partes inferiores marrom-claras mais pálidas e asas enegrecidas com barras das asas amarelas. O macho adulto tem uma garganta enegrecida, fortemente manchada de branco, uma lavagem acinzentada no peito e lados escuros na cabeça. A fêmea adulta tem uma garganta amarela e uma mama central amarelada. Os pássaros jovens são mais brilhantes e mais canela do que os adultos, com barras de asas menos distintas e listras pálidas nas partes inferiores. Esta espécie tem um chiado fino, e a música é um tseek-tseek-tseek-tseek.